# 阿爾伯特親王隕石坑
72°28′N 113°56′W / 72.467°N 113.933°W
阿爾伯特親王隕石坑（Prince Albert Impact Crater）是一個位於加拿大西北地方，維多利亞島上可能存在的隕石坑，位於阿爾伯特親王半島。該隕石坑直徑約25公里，於2010年被萨斯喀彻温大学地質學家布萊恩·帕萊特（Brian Pratt）和加拿大地質調查局地質學家凱斯·戴維（Keith Dewing）對維多利亞島進行航空調查時發現。阿爾伯特親王隕石坑大約於1.3到3.5億年前由一顆直徑約5公里隕石撞擊形成。該隕石坑是加拿大第三十個被發現的隕石撞擊結構。

## 外部連結
- U. of Saskatchewan Flickr gallery （页面存档备份，存于）